# Turcs de les muntanyes
Turcs de les muntanyes (turc Dağ Türkleri) és un etnofaulisme per als kurds a Turquia. Segons la doctrina kemalista, tots els ciutadans de Turquia, sobretot els kurds, són turcs per definició. Per raó de la seva pàtria muntanyosa, afirma que els kurds són "turcs de les muntanyes". La gran majoria de la població turca, que els kurds anomenen "Orietals", no coneix aquest terme. El concepte està basat en la idea que els kurds no formen cap ètnia separada (quant a aspectes racials Türk ırkı) i són d'origen turc.
Iniciada pel mateix Atatürk o per recolzar teories com la de la llengua solar o la Tesi de la història turca, provava la superioritat lingüística i cultural turca. Segons aquesta teoria, tots els pobles provenen dels turcs i totes les llengües provenen del turc. Això fou representat durant dècades en la historiografia i la recerca cultural turca.
Després del cop d'estat del 1980, dut a terme pel general Kenan Evren, es prohibí l'ús de la llengua kurda, com ja s'havia prohibit en els edificis oficials. En aquella època es va incrementar la pressió per a l'assimiliació. Es negava l'existència dels kurds. es negà la identitat kurda. El terme es deriva llavors d'un so („kart kurt“ o „kırt kırt“) que es produeix quan hom camina per una crosta de neu.
En l'actualitat, el kurd ja no es troba prohibit. Fins i tot disposa d'un canal de televisió públic que emet en kurd.